# RFKグラフィチャル
ラドニチュキ・フドバルスキ・クルブ・グラフィチャル（セルビア語: Раднички фудбалски клуб Графичар, セルビア・クロアチア語: Radnički fudbalski klub Grafičar）は、セルビアのベオグラード・セニャクをホームタウンとするサッカークラブである。

## 歴史
2017年にレッドスター・ベオグラードのリザーブチームとなった。2018-19シーズンからレッドスターのホームスタジアムであるスタディオン・ライコ・ミティッチの南にありレッドスターの下部組織が使用している補助ピッチをホームとし、同シーズンにセルビア・スルプスカ・リーガで優勝しセルビア・プルヴァ・リーガに昇格した。

## 現所属メンバー
2025年8月8日現在
注：選手の国籍表記はFIFAの定めた代表資格ルールに基づく。
| No. | Pos. |              | 選手名                           |
| --- | ---- | ------------ | -------------------------------- |
| 1   | GK   | セルビア     | サヴォ・ラダノヴィッチ()         |
| 3   | DF   | セルビア     | ブラティスラヴ・マリッチ         |
| 4   | MF   | ナイジェリア | イスマイル・アデレケ             |
| 5   | MF   | セルビア     | ミリャン・ヴカディノヴィッチ     |
| 6   | DF   | モンテネグロ | バルシャ・ヴコティッチ           |
| 7   | MF   | セルビア     | ヴェリコ・ヴコイェヴィッチ       |
| 8   | MF   | セルビア     | ルカ・ニコリッチ                 |
| 9   | FW   | セルビア     | アレクサ・ダミャノヴィッチ()     |
| 10  | MF   | セルビア     | ジョルジェ・ランコヴィッチ       |
| 11  | MF   | セルビア     | ルカ・ザリッチ                   |
| 13  | MF   | セルビア     | フィリプ・ヴァシリェヴィッチ     |
| 15  | DF   | セルビア     | ダルコ・ラジッチ                 |
| 18  | DF   | セルビア     | ステファン・ヴェリチュコヴィッチ |

| No. | Pos. |                          | 選手名                         |
| --- | ---- | ------------------------ | ------------------------------ |
| 19  | MF   | セルビア                 | ストラヒニャ・ストヤノヴィッチ |
| 20  | DF   | セルビア                 | ダヴィド・ジュリッチ           |
| 27  | DF   | ボスニア・ヘルツェゴビナ | ステファン・グデリ()           |
| 44  | DF   | セルビア                 | ネマニャ・ヴィディッチ         |
| 45  | FW   | アルゼンチン             | ニコラス・エスカルピーノ       |
| 60  | MF   | セルビア                 | ヤクシャ・イェヴレモヴィッチ() |
| 77  | FW   | セルビア                 | アンドレイ・ドリンチッチ       |
| 78  | MF   | カナダ                   | ジョシュア・ソラ・タッカー()   |
| 88  | MF   | セルビア                 | オグニェン・アイダル           |
| 92  | GK   | セルビア                 | ヴェリコ・ヴォイヴォディッチ   |
| 98  | FW   | セルビア                 | ヴェリコ・ムラデノヴィッチ     |
| 99  | MF   | セルビア                 | ヴェリコ・ジョルジェヴィッチ   |
|     | MF   | セルビア                 | アンドリヤ・フラトロヴィッチ   |

監督
 マルコ・ネジッチ

## 歴代所属選手
- ミルティン・スレドイェヴィッチ 1989-1991
- ゴラン・ブニェヴチェヴィッチ 1992-1994
- ネマニャ・ヴチチェヴィッチ 1998-2000
- ケテレシュ・ラースロー 2003-2004
- ボリス・セクリッチ 2009-2010
- ネマニャ・ストイッチ 2017-2020, 2020-2021
- アレクサ・テルジッチ 2018
- ジェリコ・ガヴリッチ 2018-2019
- ヴェリコ・ニコリッチ 2018-2019
- ユグ・スタノイェヴ 2018-2020
- ストラヒニャ・エラコヴィッチ 2019-2020
- ヴラディミル・ルチッチ 2019-2020
- イヴァン・グテシャ 2019-2020, 2021-2023, 2024
- ニコラ・クルストヴィッチ 2020
- ニコラ・ミキッチ 2020
- イリヤ・バビッチ 2020-2022
- アンドレイ・ジュリッチ 2021
- ニコラ・スタンコヴィッチ 2021
- マルコ・チョピッチ 2021
- マルコ・ラゼティッチ 2021
- アンドリヤ・ラドゥロヴィッチ 2021
- ニコラ・クネジェヴィッチ 2021-2022
- ニコラ・ミトゥリキッチ 2021-2022
- ヨヴァン・ミトゥリキッチ 2021-2022
- ウロシュ・ラジッチ 2021-2022
- ルイス・イバニェス 2021-2023
- アンドリヤ・カルジェロヴィッチ 2022
- ステファン・レコヴィッチ 2022
- ヨヴァン・シュリヴィッチ 2022-2023
- ヨヴァン・ミヤトヴィッチ 2022-2023
- ヴィクトル・ラドイェヴィッチ 2022-2023
- フィリプ・カサリツァ 2022-2024
- コスタ・ネデリコヴィッチ 2023
- アンドリヤ・マクシモヴィッチ 2023-2024
- ウロシュ・スレムチェヴィッチ 2024-2025
- ヴェリコ・ミロサヴリェヴィッチ 2024-2025
- ストラヒニャ・ストイコヴィッチ 2025
- ヴク・ドラシュキッチ 2025
- アレクサ・ダミャノヴィッチ 2025-
- サヴォ・ラダノヴィッチ 2025-